# Gusl Mayyet
El Gusl Mayyet (en árabe: الغسل المیت‎, romanizado: Al-Gusl al-Mayyet), es el baño completo mortuorio de todo musulmán y tiene sus condiciones. El Gusl Mayyet es uno de los rituales obligatorios realizados en el islam, y es obligación de otros musulmanes realizar este ritual mortuorio, el baño completo sea  hombre o mujer.
Es obligación hacer tres baños completos sucesivos al difunto. En el primero, se lava con agua mezclada con hojas de cedro; en el segundo, se lava con agua mezclada con alcanfor; y al fin se lava con agua pura.

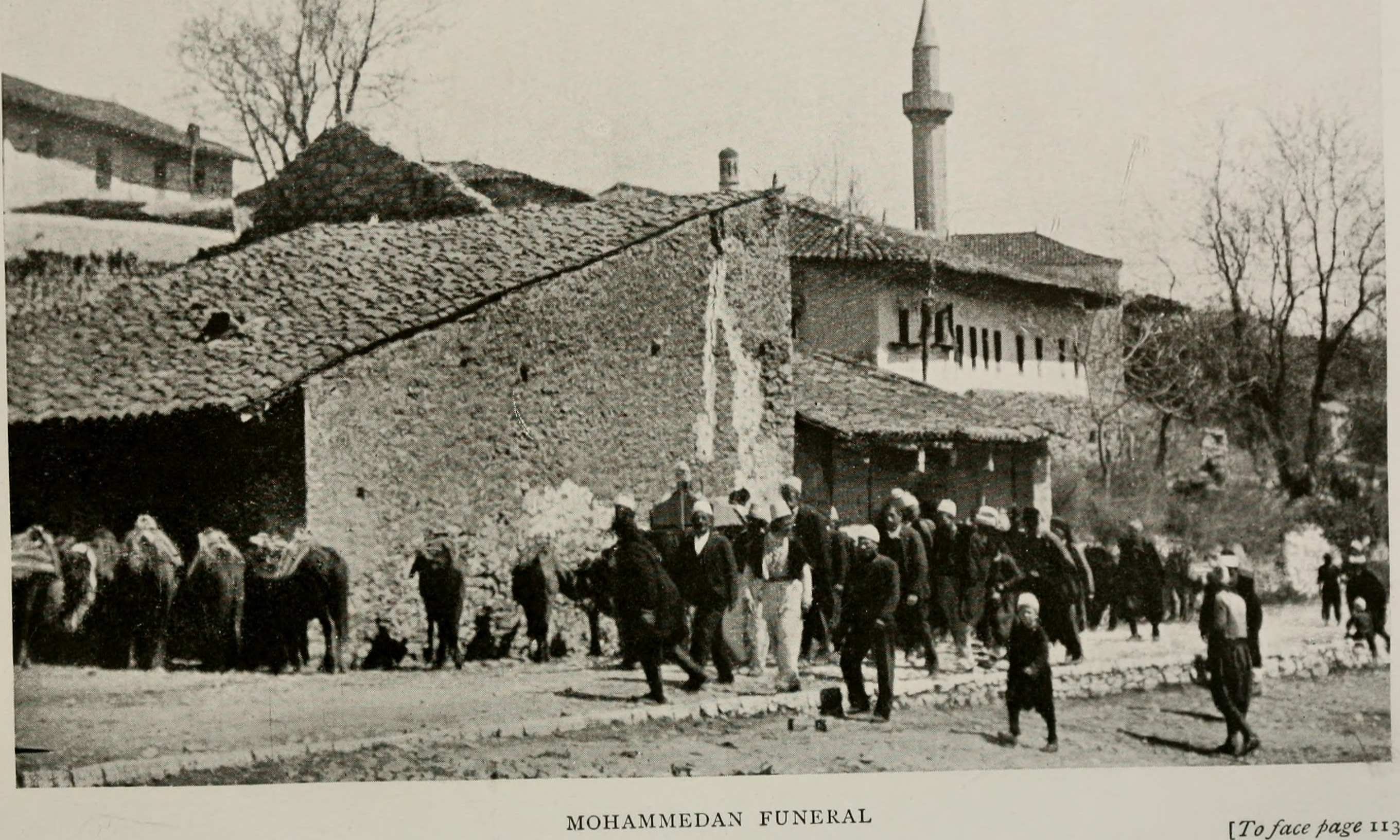
Funeral musulmán en la ciudad albanesa de Dirraquio.

## La importancia del Gusl Mayyet
Después del fallecimiento de un musulmán, es obligatorio a otros musulmanes (Wayeb Kefai) realizar el ritual mortuorio.
Existen más de 278 Hadices sobre el Gusl Mayyet en las fuentes islámicas. Según algunas narraciones se ha aconsejado hacer el Gusl Mayyet. 
El profeta del Islam dice: 
"Cualquier creyente que realice el baño completo para el difunto, impide al mismo del fuego del Infierno, y Dios iluminará su camino (el Sirat) y lo guiará para que pueda llegar al Paraíso."
El cuerpo del musulmán después de fallecer es impuro (nayes), y si alguien  lo toca, con cualquier miembro de su cuerpo, será impuro; y es obligación hacerse el Gusl (Mass Meyyet), pero después de realizar el ritual mortuorio; el cuerpo del fallecido es puro.

## Forma de realizar el ritual mortuorio
Es obligatorio este ritual con 3 baños completos. El método de realizar el Gusl Mayyet es sólo por etapas (Al-Tartibi):
1. Con agua mezclada con hojas de cedro
Quien realice el baño completo para el difundo, debe lavar el cuerpo del fallecido con agua mezclada con hojas de cedro, primero la cabeza y el cuello, luego la parte derecha del cuerpo y luego la parte izquierda.
2. Con agua mezclada con alcanfor
Luego se debe lavar el cuerpo de difundo con agua mezclada con alcanfor, primero la cabeza y el cuello, luego la parte derecha del cuerpo y luego la parte izquierda.
3. Con agua pura
Al fin se debe lavar el cuerpo del difunto con agua pura; primeramente la cabeza, luego el  cuello, luego la parte derecha del cuerpo y luego la parte izquierda.

## Condiciones del Gusl Mayyet
1. La cantidad de cedro y alcanfor no deberá superar la medida del agua de tal modo que esta se convierta en agua mudaf, ni deberá ser tan escasa como para no considerarla que esté mezclada con cedro y alcanfor.
2. Quien realice los baños completos mortuorios deberá ser musulmán, y debe tener la intención de cumplir con los mandatos divinos.
3. Los hombres no deben hacer el baño a las mujeres de más de tres años, y viceversa, pero la mujer puede realizar el ritual si se trata de su marido; y el marido si se trata de su esposa; pero no es recomendable.
4. En caso de no haya un hombre que haga el baño mortuorio de otro hombre, podrá realizarlo una mujer que tenga un vínculo familiar cercano con el fallecido; por ejemplo, madre, hermana, hija, tía, abuela, etc. Lo mismo ocurre en el caso para la mujer.[5]
5. Si se encuentra en alguna parte del cuerpo del muerto una impureza (nayes) como sangre o semen, deberá lavarse  antes de comenzar el baño.
6. Si el hombre muere después de haber eyaculado o la mujer fallece teniendo la menstruación, los baños completos relativos a uno u otro estado de impureza ya no son necesarios; es suficiente con realizar los baños mortuorios.[4]